# Edmund Campion
Edmund Campion SJ (ur. 25 stycznia 1540 w Londynie, zm. 1 grudnia 1581 w Tyburn) – angielski jezuita, święty Kościoła katolickiego, męczennik.

## Życiorys
Na studiach, które odbywał na Uniwersytecie Oxfordzkim został mistrzem sztuk wyzwolonych (1564). Wkrótce potem przyjął najniższy stopień hierarchii kapłaństwa anglikańskiego. Jego propapieskie sympatie przekreśliły wcześniej dobrze się zapowiadającą karierę uniwersytecką. Studia Ojców Kościoła i męczeństwo współczesnych mu katolików skierowały go ku katolicyzmowi. Wobec represji i groźby dalszych prześladowań po ucieczce z aresztu dotarł do Douai, aby podjąć naukę w studium anglikańskim. Po ukończeniu studiów teologicznych wykładał homiletykę. 
W 1573 roku przebywał w Rzymie, podejmując starania o przyjęcie w szeregi Towarzystwa Jezusowego. Do Czech wysłany został z Wawrzyńcem Maggio (pierwszym prowincjałem polskich jezuitów) i tam odbył nowicjat. Jeszcze przed otrzymaniem święceń kapłańskich (1579) wykładał retorykę i działał w Sodalicji Mariańskiej. Na wezwanie papieża Grzegorza XIII stawił się w Rzymie i przyjął misję w Anglii.
Edmund Campion był mówcą i misjonarzem, autorem dramatów, opublikował także Dziesięć mocnych dowodów, iż adwersarze Kościoła w porządnej dysputacji upaść muszą (pierwsze dwa polskie wydania w przekładzie Piotra Skargi i Kaspra Witkowskiego opublikowane zostały w Wilnie w 1584 roku) i ta publikacja sprowadziła na niego aresztowanie.
Wielokrotnie poddawany był torturom, a 14 listopada 1581 stanął przed sądem oskarżony o zdradę stanu. Proces zakończył się wyrokiem skazującym na karę śmierci. Męczeństwo dopełnione zostało egzekucją poprzez wymierzenie kary powieszenia, otwarcia wnętrzności i poćwiartowania w londyńskim miejscu skazań Tyburn. Według jednego z naocznych świadków, postawa Campiona w czasie egzekucji skłoniła do powrotu do wiary katolickiej kilka tysięcy osób. Zginął razem z Aleksandrem Briantem i Rudolfem Sherwinem.
Jego wspomnienie obchodzone jest w dzienną rocznicę śmierci. Atrybutem świętego, przedstawianego w ikonografii w stroju jezuity jest strzała.
Beatyfikowany przez papieża Leona XIII 9 grudnia 1886 roku, kanonizowany w grupie Czterdziestu męczenników Anglii i Walii przez Pawła VI w dniu 25 października 1970 roku.